# André-Line Beauparlant
André-Line Beauparlant est une cinéaste, conceptrice visuelle et documentariste née en 1966 à Montréal.

## Biographie
La cinéaste André-Line Beauparlant œuvre sur plusieurs terrains. Une des activités principales de son travail est celui d'être la conceptrice visuelle de plusieurs films de fiction québécois depuis le film étudiant Londeleau d'Isabelle Hayeur en 1988. Après des études en cinéma à l'Université de Montréal, elle décide d'approfondir cette pratique en entrant à l'École nationale de théâtre du Canada dont elle sort diplômée en scénographie en 1993. Ses conceptions visuelles sont le fruit de plusieurs mois d'intenses recherches et de gestation.  La qualité de son travail fut souvent soulignée. Il fut d'ailleurs récompensé, notamment par deux Prix Jutra pour la conception visuelle d'Un dimanche à Kigali (2006) de Robert Favreau et d'Incendies (2010) de Denis Villeneuve.
Membre de la Coop Vidéo de Montréal, elle se révèle documentariste en 2001 avec Trois princesses pour Roland qui reçoit une bonne reconnaissance critique. Elle poursuivra avec un court métrage portant sur un personnage de son voisinage de la Petite Italie à Montréal, Elvis L'Italiano en 2002.  Beauparlant se distingue par ses sujets qui sont toujours proches d'elle en lien avec son entourage, voire sa propre famille comme dans Le Petit Jésus (2004), Pinocchio (2015) ou Petit Tom (2019). Elle prétend marier les genres, imposant à ses conceptions visuelles une véritable posture de documentariste, tout comme il lui arrive d'insérer des mises en scène dans ses documentaires.

## Œuvre

### En tant que réalisatrice
- 2001 : Trois princesses pour Roland
- 2002 : Elvis l’Italiano
- 2004 : Le Petit Jésus
- 2007 : Panache
- 2015 : Pinocchio
- 2021 : Petit Tom

### En tant que conceptrice visuelle
- 1988 : Londeleau d'Isabelle Hayeur
- 1992 : La Bête de foire d'Isabelle Hayeur
- 1994 : Yes sir ! Madame… de Robert Morin
- 1996 : La Fabrication d'un meurtrier d'Isabelle Poissant
- 1997 : Quiconque meurt, meurt à douleur… de Robert Morin
- 1998 : Les Dames du 9e de Catherine Martin
- 1998 : Les Siamoises de Isabelle Hayeur
- 1999 : Matroni et Moi de Jean-Philippe Duval
- 2000 : La Moitié gauche du frigo de Philippe Falardeau
- 2001 : La femme qui boit de Bernard Émond
- 2001 : Mariages de Catherine Martin
- 2001 : Lauzon, Lauzonne de Louis Bélanger, Isabelle Hébert
- 2002 : Le Nèg' de Robert Morin
- 2003 : 20h17 rue Darling de Bernard Émond
- 2003 : Gaz Bar Blues de Louis Bélanger
- 2004 : Camping sauvage de Guy A. Lepage et Sylvain Roy
- 2005 : Que dieu bénisse l'Amérique de Robert Morin
- 2005 : Petit pow ! pow ! noël de Robert Morin
- 2006 : Un dimanche à Kigali de Robert Favreau
- 2007 : Continental, un film sans fusil de Stéphane Lafleur
- 2008 : Papa à la chasse aux lagopèdes de Robert Morin
- 2009 : The Timekeeper de Louis Bélanger
- 2010 : Incendies de Denis Villeneuve
- 2011 : En terrains connus de Stéphane Lafleur
- 2011 : Marécages de Guy Édoin
- 2012 : Inch'allah de Anaïs Barbeau-Lavalette
- 2013 : 4 soldats de Robert Morin
- 2014 : Tu dors Nicole de Stéphane Lafleur
- 2014 : Guibord s'en va-t-en guerre de Philippe Falardeau
- 2016 : Les Mauvaises Herbes de Louis Bélanger
- 2017 : Le Problème d'infiltration de Robert Morin
- 2017 : Les Affamés de Robin Aubert
- 2018 : 14 jours 12 nuits de Jean-Philippe Duval
- 2021 : Les Oiseaux ivres de Ivan Grbovic (en)
- 2022 : Viking de Stéphane Lafleur

## Récompenses et nominations

### Récompenses
- Festival Hot Docs, Toronto 2002 :  Prix de la meilleure réalisation pour Trois princesses pour Roland
- Rendez-vous du cinéma québécois 2002 : Prix Yolande et Pierre Perreault pour le meilleur espoir documentaire pour Trois princesses pour Roland[7]
- Festival Hot Docs, Toronto 2005 :  Prix de la meilleure réalisation pour Le Petit Jésus [8]
- Femmes du cinéma, de télévision et des nouveaux médias (FCTNM) 2011 : Prix Excellence pour l'ensemble de son travail [9]
- Rencontres internationales du documentaire de Montréal - RIDM 2015 : Mention spéciale du jury

### Nominations
- Prix de l'Association des critiques de cinéma du Québec 2001 : Meilleur long métrage pour Trois princesses pour Roland
- Jutra 2001 : Prix du meilleur documentaire pour Trois princesses pour Roland
- Jutra 2005 : Prix du meilleur documentaire pour Le petit Jésus
- Prix Genie 2006 : Prix du meilleur documentaire pour Panache [10]
- Prix Genie 2008 : Prix de la meilleure direction artistique pour Continental, un film sans fusil
- Prix Gala Québec Cinéma 2023 : Prix de la meilleure direction artistique de l'année pour le film Viking[11].